# Ditavan
Ditavan (in armeno Դիտավան?; precedentemente Revazlu/Revaz) è un comune dell'Armenia di 429 abitanti (2001) della provincia di Tavush.